# Trío Lonqui
Trío Lonqui, también conocida como Grupo Lonqui o Los Tíos del Lonqui, fue una banda chilena fundada en 1969 en la ciudad de Santiago, que vivió su período de mayor actividad durante la primera mitad de la década de 1970. Nacidos a partir del grupo de música y danza folclórica Lonquimay, surgido a principios de los años 1960, Trío Lonqui es considerado uno de los exponentes de la Nueva Canción Chilena, siendo además los ganadores, junto con Víctor Jara, del Primer Festival de la Nueva Canción Chilena.

## Inicios
La historia de Trío Lonqui se concatena con el término de la agrupación de música y danza folclórica Lonquimay. Fundada esta última por Richard Rojas en 1960, y luego de la grabación de varios temas, así como la participación en televisión y giras internacionales, el mismo Rojas decide ponerle fin en 1969, luego de que el grupo comenzara a perder su entusiasmo inicial. Así nace el Trío Lonqui (cuyo nombre es una abreviación de «Lonquimay», que en mapudungun significa «bosque tupido») junto con su esposa Ester González (quien también era miembro activo de Lonquimay) y el violinista Rubén Cortez.
Ese mismo 1969 lanzan su primer sencillo, «La chilenera / Oro blanco y oro negro» bajo el sello Jota Jota, predecesor de DICAP, cuyos temas compuestos por Richard aparecerían un año más tarde bajo este mismo sello en su disco debut, el LP Trío Lonqui, en el cual participarían los músicos de Inti-Illimani Horacio Salinas y Horacio Durán, así como Pedro Yáñez, cofundador de esa misma agrupación pero en la que sólo estuvo los dos primeros años. El lado A de dicho sencillo, «La chilenera», ganó el Primer Festival de la Nueva Canción Chilena, junto con la canción «Plegaria a un labrador», del cantautor Víctor Jara.

## Grupo Lonqui y Golpe Militar
En 1971 Rubén Cortez deja la banda, integrándose Angélica Capra, Araminta Donoso y Tito Ibarra, dejando así de ser un trío y pasando a llamarse Grupo Lonqui. Ese mismo año lanzan su segundo álbum Las cuarenta medidas, en alusión al gobierno de Salvador Allende y la Unidad Popular.
En 1973, los nuevos integrantes dejan también la banda, incluyendo el matrimonio esta vez en sus filas a Sergio Pérez y Roberto Fontac, con quienes lanzan Canción para Rolando, en homenaje al recién fallecido cantautor Rolando Alarcón (1929-1973).
Ese mismo año, cuando estaban trabajando en un proyecto de disco llamado El bergantín de los sueños, con canciones compuestas por Richard a partir de un cuento de su hermano Elizaldo Rojas, con Adriana Borghero y Marcelo Fortín como narradores y Francisco Navarro en la orquesta, se produjo el Golpe de Estado, dejando el trabajo inconcluso.

## sigloXXI
Sólo casi tres décadas más tarde, el año 2002 el proyecto cancelado abruptamente pudo culminar el El bergantín de ensueño, con un título levemente modificado y con una banda reintegrada bajo el nuevo nombre Los Tíos del Lonqui.
En 2003 se lanzó un álbum recopilatorio de la banda, llamado Recuento y bajo el sello Leutún, que engloba trabajos de la banda entre 1974 y 1986.
El 4 de abril de 2007, fallece en Santiago el fundador de la agrupación, Richard Rojas.

## Integrantes
- Richard Rojas: voz y guitarra (1969 - 2002)
- Ester González: voz (1969 - 2002)
- Rubén Cortez: (1969 - 1971)
- Angélica Capra: (1971 - *)
- Tito Ibarra: (1971 - *)
- Araminta Donoso: (1971 – *)
- Sergio Pérez: (1973 – *)
- Roberto Fontac: (1973 – *)
- Sergio Sepúlveda: voz y arreglos (2002)

(*) Se desconoce el año exacto en que dejaron la banda.

## Discografía
- 1970 - Trío Lonqui
- 1971 - Las cuarenta medidas
- 2002 - El bergantín de ensueño

### Sencillos
- 1969 - La chilenera / Oro blanco y oro negro

### Recopilatorios
- 2003 - Recuento

### Colectivos
- 1970 - Chile ríe y canta
- 2003 - Nueva Canción Chilena. Antología definitiva